# Takuma Aoki
Takuma Aoki 青木 拓磨, Aoki Takuma (24 de fevereiro de 1974) é um ex-motociclista japonês. Uma lesão medular em um acidente de moto em 1998 o deixou paralisado da cintura para baixo.
Takuma Aoki é irmão do meio de Nobuatsu Aoki (mais velho) e Haruchika Aoki (mais novo).